# Boston Society of Film Critics Awards 1999
La 20ª edizione dei Boston Society of Film Critics Awards si è svolta il 13 dicembre 1999.

## Premi

### Miglior film
- Three Kings, regia di David O. Russell

### Miglior attore
- Jim Carrey - Man on the Moon

### Migliore attrice
- Hilary Swank - Boys Don't Cry

### Miglior attore non protagonista
- Christopher Plummer - Insider - Dietro la verità (The Insider)

### Migliore attrice non protagonista
- Chloë Sevigny - Boys Don't Cry

### Miglior regista
- David O. Russell - Three Kings

### Migliore sceneggiatura
- Charlie Kaufman - Essere John Malkovich (Being John Malkovich)

### Miglior fotografia
- Emmanuel Lubezki - Il mistero di Sleepy Hollow (Sleepy Hollow)

### Miglior documentario
- Hands on a Hard Body: The Documentary, regia di S.R. Bindler

### Miglior film in lingua straniera
- Tutto su mia madre (Todo sobre mi madre), regia di Pedro Almodóvar  ·  Spagna

### Miglior regista esordiente
- Kimberly Peirce - Boys Don't Cry